# Protochauliodes simplus
Protochauliodes simplus är en insektsart som beskrevs av Chandler 1954. Protochauliodes simplus ingår i släktet Protochauliodes och familjen Corydalidae. Inga underarter finns listade i Catalogue of Life.